# Austria Gütezeichen

Austria Gütezeichen

Das Austria Gütezeichen ist ein seit 1946 bestehendes österreichisches Gütesiegel, welches von der Österreichischen Arbeitsgemeinschaft zur Förderung der Qualität (ÖQA) vergeben wird. Rund 450 Unternehmen tragen das Gütezeichen.

## Austria Gütezeichen
Es dient als Erkennungszeichen für österreichische Güter und wird zur Auszeichnung von Produkten und Dienstleistungen verwendet. 
In spezifischen Gütevorschriften und -richtlinien werden die Kriterien zur Zertifizierung und Führung des Gütezeichens festgelegt, Grundvoraussetzungen sind:
- Der österreichische Wertanteil (einschließlich der Kosten für Rohmaterial, Halbfertigprodukte, Zubehörteile, Know-how etc.) an den Kosten des Fertigprodukts muss mindestens 50 Prozent betragen.
- Bei Dienstleistungen müssen der Sitz des Betriebs oder Organisation in Österreich liegen und mindestens 50 Prozent der Wertschöpfung im Inland erbracht werden.

2006 hatte das Siegel einen österreichweiten Bekanntheitsgrad von 76 %, die Glaubwürdigkeit wurde mit der Schulnote 1,8 bewertet. 1996 lag der Bekanntheitsgrad noch bei 93 %.

## Österreichische Arbeitsgemeinschaft zur Förderung der Qualität (ÖQA)
Die ÖQA betreibt die ÖQA Zertifizierungs-GmbH (Durchführung von Zertifizierungen und Begutachtungen jeder Art – insbesondere zur Verleihung der ÖQA Gütezeichen sowie Trainings als Lizenzpartner von VDA QMC) und die Quality Austria – Trainings, Zertifizierungs und Begutachtungs GmbH (System- und Personenzertifizierungen, Begutachtungen, Trainings).
Die ÖQA Zertifizierungs-GmbH (100%ige Tochterorganisation der ÖQA) wurde im Dezember 2007 gegründet. Die seit 26. November 2004 bestehende Akkreditierung (österreichisches Akkreditierungsgesetz, BGBl. Nr. 448/2004) als Zertifizierungsstelle nach ÖNORM EN 45011 durch das Bundesministerium für Wirtschaft und Arbeit, wurde im Juni 2008 auf die ÖQA Zertifizierungs GmbH übertragen.  Die ÖQA Zertifizierungs-GmbH ist gemäß ISO/IEC 17065 als Zertifizierungsstelle für Produkte, Prozesse und Dienstleistungen mit der Identifikationsnummer PSID 0934 von Akkreditierung Austria/Bundesministerium für Arbeit und Wirtschaft akkreditiert.
Zuständige Aufsichtsbehörde ist das Wirtschaftsministerium.
Mitglieder sind:
- WKO Wirtschaftskammer Österreich, Bundessektion Industrie
- WKO Wirtschaftskammer Österreich, Bundessektion Handel
- WKO Wirtschaftskammer Österreich, Bundessparte Gewerbe und Handwerk
- Präsidentenkonferenz der Landwirtschaftskammern Österreichs
- Bundes-Arbeiterkammer
- VKI Verein für Konsumenteninformation
- sowie alle Zeichennutzer